# Enlil-bâni
Enlil-bâni est le dixième roi de la Ire dynastie d'Isin. Il semble avoir régné vers 1860-1837 av. J-C.
Il fut d'abord nommé roi-substitut par son prédécesseur Erra-imitti (vers 1868-1861) à la suite de mauvais présages. À la mort du roi en titre, il prit sa succession. Il fit construire un nouveau palais et fut le dernier roi d'Isin à avoir un hymne. À sa mort, Zambiya prend sa place comme roi mais le royaume d'Isin n'est plus qu'une puissance secondaire.